# Paramelomys levipes
Paramelomys levipes es una especie de roedor de la familia Muridae.

## Distribución geográfica
Se encuentra sólo en Papúa Nueva Guinea. 